# Þulur
Þulur (altnordisch, Singular þula, deutsch „Wortreihe“) sind Merkreihen, oder Wortlisten poetischer Umschreibungen (Synonyme) in Form der adjektivischen Heiti, die als Hilfsmittel durch die zuerst mündliche Weitergabe poetologischen Wissens diente. In den Þulur wird Namensmaterial aus dem Korpus der Ortsnamen (Toponyme) und aus mythischen Kontexten rezipiert.
Diese literarische Technik findet sich bevorzugt in den Dichtungen der Lieder-Edda.

## Gattung
Zu den Þulur gehören Sprüche, Merkversreihen, die umfangreichen Synonymlisten in der Snorra-Edda (besonders Skáldskaparmál), poetische Synonyme für Eigennamen (heiti) beziehungsweise mythologische Eigen- oder Ortsnamen, ganz allgemein mythologisches oder kosmogonisches Wissen. Diese Kenntnisse tradieren die Þulur in einer streng formalisierten Sprache. Dabei bedienen sie sich mnemotechnischer Hilfsmittel wie Alliteration, Rhythmus und Gruppenbildung. In die eddischen Dichtungen Grímnismál, Alvíssmál und Rigsthula oder im Zwergenverzeichnis der Völuspá sind solche Merkstrophen eingearbeitet. Der in den Þulur kanonisch aufbereitete Inhalt hat seine Wurzeln in der ältesten Dichtung, und wo diese verloren ist, sind zahlreiche archaische Wörter und Formeln nur in den Þulur bewahrt.

## Sitz im Ritual
Der Ursprung eines solchen Genres reicht sicherlich in die rituelle Unterweisung des Þulr (altnordisch þulr) zurück. Diesen religiösen Funktionsträger bezeichnet die Nordistik als Ritualredner; er ist Praktiker der rituellen Rede und als solcher zuständig für die Durchführung von Kult und Ritual. Die eddischen Dichtungen und isländischen Sagas enthalten Episoden, die an die ehemalige Funktion des Þuls erinnern. Nimmt man die entsprechenden Edda-Strophen in Grímnismál und Hávamál ernst, berührt dies den Kontext der magischen Sphäre Odins (altnordisch Óðinn), der sich den Initiationen, in denen diese Unterweisung stattgefunden haben mag, selbst unterzogen hat.